# Mångfotingar
Mångfotingar (Myriapoda) är marklevande leddjur med långsträckt kropp och många ben. Antalet benpar varierar från 8 upp till 653 beroende på art. Mycket unga individer kan dock ha färre ben. De hittas främst under stenar och förna på marken. Antalet kända arter uppgår till 15 500, varav 90 lever i Sverige. Den största gruppen bland mångfotingarna är dubbelfotingarna med cirka 11 000 arter.
Mångfotingar kallades tidigare allmänt för tusenfotingar, men detta senare begrepp tappar alltmer terräng.[källa behövs] Det latinska namnet Myriapoda härrör från ordet myriad (10 000), och syftar på de många benen. Den ordstammen är dock för nästan alla arter missvisande eftersom högsta antal ben uppgår till 750, hos arten Illacme plenipes. Först året 2021 upptäcktes med Eumillipes persephone en art i understammen som har 1306 ben.
Mångfotingar är uppdelade i olika "segment" som tillhandahåller två eller fyra ben, beroende på om det är en enkelfoting eller en dubbelfoting
Mångfotingar har två antenner – känselspröt – och enkla ögon.
De äldsta kända fossilen av mångfotingar är 400 miljoner år gamla. Mångfotingar i det utdöda släktet Arthropleura var ungefär 2 meter långa och 50 cm breda.

## Systematik
Gruppen indelas i fyra klasser.
| Namn           | Vetenskapligt namn | Beskrivning |
| -------------- | ------------------ | --- |
| Dubbelfotingar | Diplopoda          | Är vanligen mycket hårdhudade arter, som rullar ihop sig i spiralform när de oroas. De lever av multnande växtdelar.                                                             |
| Enkelfotingar  | Chilopoda          | Är kvicka predatorer med mjukare hudbeklädnad. De rullar inte ihop sig till spiraler. Mest känd är den bruna stenkryparen (Lithobius forficatus).                                |
| Dvärgfotingar  | Symphyla           | Är små, vita djur, sällan mer än ett par millimeter långa. De lever bland annat av växtrötter och kan orsaka skador på odlingar.                                                 |
| Fåfotingar     | Pauropoda          | Är mycket små, vita eller genomskinliga arter, som inte är fullt så långsträckta som andra mångfotingar. Gruppen är inte speciellt känd, även om ett 100-tal arter är beskrivna. |

## Övrigt
- Enkelfotingar och Dubbelfotingar kallas i svensk folkmun ofta tusenfotingar.
- I många utomnordiska språk gäller namnet tusenfoting (eng. "Millipede") bara dubbelfotingarna, medan enkelfotingarna istället kallas hundrafotingar (eng. "Centipede").